# Metropolia Kota Kinabalu
Metropolia Kota Kinabalu – jedna z 3 metropolii kościoła rzymskokatolickiego w Malezji. Została ustanowiona 23 maja 2008 roku.

## Diecezje
- Archidiecezja Kota Kinabalu
  - Diecezja Keningau
  - Diecezja Sandakan

## Metropolici
- John Lee Hiong Fun-Yit Yaw (1987-2012)
- John Wong Soo Kau (od 2012)